# 이와나이정
이와나이정(일본어: 岩内町)은 일본 홋카이도 시리베시 종합진흥국 관내의 이와나이군에 속한 정이다.

## 어원
아이누어의 ‘이와우나이’(iwaw nay, 유황의 강)가 유래라는 설과 ‘이와나이’(iwa nay, 산의 강)가 유래라는 설 등이 있다.

## 지리
남서부 해안은 절벽·기암이 늘어서 있다. 라이덴 온천 부근은 니세코 샤코탄 오타루 해안 국립공원으로 지정되어 있다.

### 인접한 자치체
- 시리베시 종합진흥국
  - 이소야군 란코시정
  - 이와나이군 교와정

## 역사
- 1456년 - 이와나이 지방에 일본인이 왕래하였다.
- 1869년 7월 26일 - 에조치가 홋카이도로 개편되면서 이와나이라는 명칭이 확정되었다. 개척사 출장소가 설치되었다.
- 1897년 - 이와나이 지청이 설치되었다.
- 1900년 - 이와나이정이 성립하였다.
- 1955년 4월 1일 - 이와나이정과 시마노촌이 합병해 새로운 이와나이정이 탄생했다.

## 산업
주요 산업은 농업, 어업이다. 아스파라거스 재배의 발상지이기도 하다.

## 교통

### 도로
- 국도 229호선(일본어판)
- 국도 276호선

## 자매 도시
- 러시아 슬라뱐카(1997년)